# Framsden
Framsden est un village et une paroisse civile située à environ 16 km au nord d'Ipswich dans le Suffolk.
Sa population était de 357 habitants en 2011.